# Straßensystem in Island

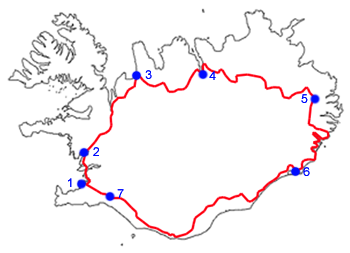
Karte des Hringvegur (Stand 2004); (1) Reykjavík; (2) Borgarnes; (3) Blönduós; (4) Akureyri; (5) Egilsstaðir; (6) Höfn; (7) Selfoss.

Das Straßensystem in Island wird rechtlich durch das Wegegesetz (isl. Vegalög, Nr. 80/2007) definiert und durch die isländische Straßenverwaltung Vegagerðin (dt. Wegebau) verwaltet, die aber selber keine Bauarbeiten ausführt. Die bedeutendste Straße Islands ist der Hringvegur (dt. Ringstraße), der die wichtigsten Orte Islands miteinander verbindet.

## Nationalstraßen
Nationalstraßen (isl. Þjóðvegir) in Island dienen laut dem Wegegesetz von 2007 „der freien Bewegung der allgemeinen Öffentlichkeit“ und werden dort in die folgenden Kategorien unterteilt:

### Hauptstraße
Hauptstraßen (isl. Stofnvegir) sind Teil des grundlegenden Transportsystems und dienen der überregionalen Verbindung der urbanen Gebiete des Landes. Als urban gelten hierbei laut Wegegesetz bereits Dörfer mit mehr als 100 Einwohnern. Viele der Hauptverkehrsstraßen, allen voran jene im Stadtgebiet von Reykjavík sowie die Ringstraße, sind heute befestigte Asphaltstraßen mit teilweise zwei und mehr Fahrstreifen je Fahrtrichtung. In ländlichen und relativ dünn besiedelten Gegenden finden sich jedoch zum Großteil noch Schotterpisten.

### Hauptstraße im Hochland
Nur vier der Hochlandstraßen gelten als Hauptstraßen im Hochland: 
Sprengisandsleið, (F26)
Kjalvegur, (35)
Fjallabaksleið nyrðri, (F208)
Kaldadalsvegur, (550)
Der Unterschied zu normalen Hauptverkehrsstraßen sind die eingeschränkten Tank- und Rastmöglichkeiten. Die meisten dieser Straßen sind Schotterpisten, die teilweise unbefestigt sind und oft über keine Brückenbauwerke zur Überquerung von Flüssen und Wasserläufen verfügen. Während der Wintermonate (je nach Witterung von Ende August bis Mitte Juni) sind sie oft unpassierbar oder gar geschlossen. Auf Straßen mit Furten besteht ein Allradobligatorium.

### Nebenstraße

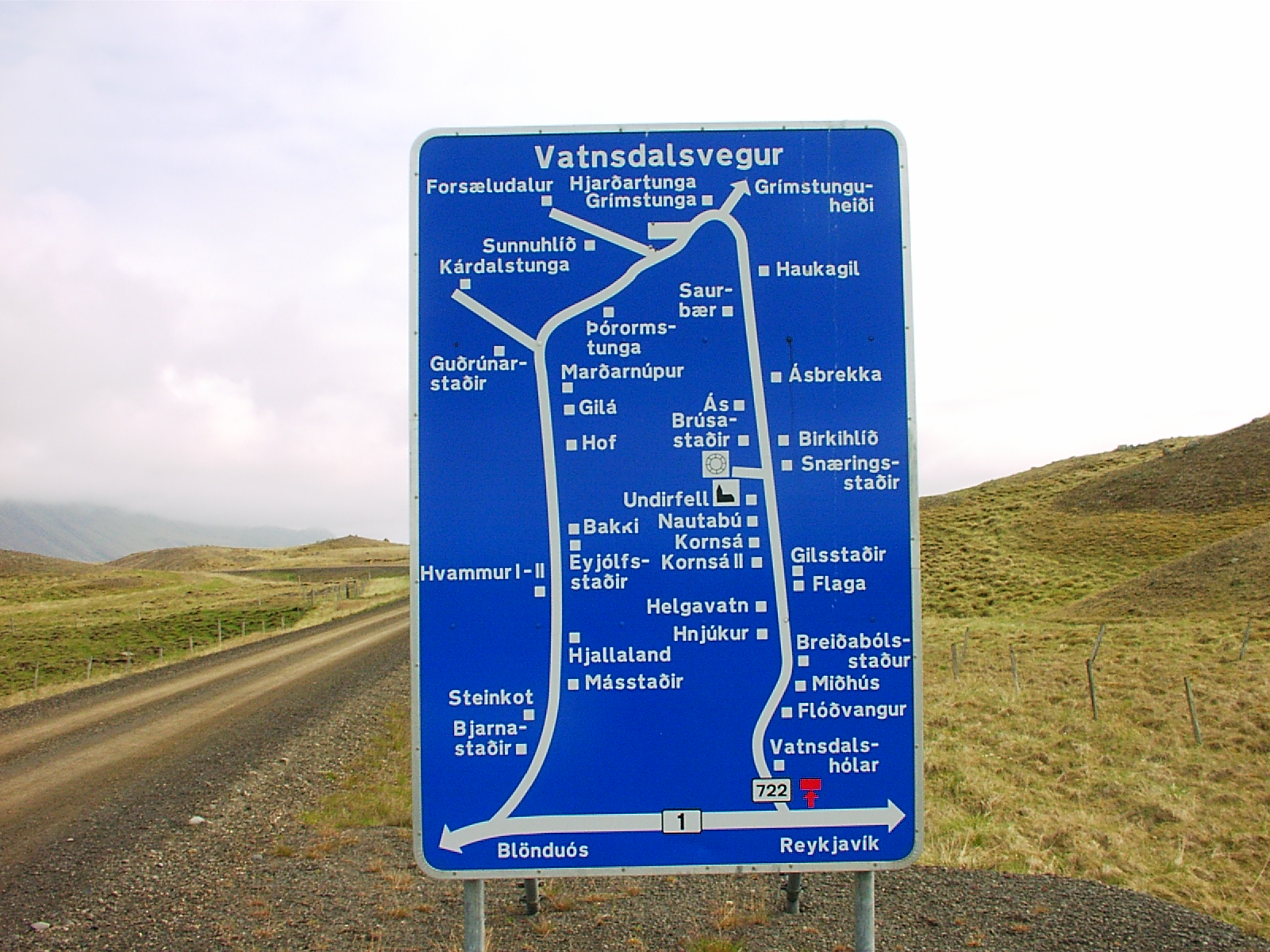
Bei den Vatnsdalshólar im Bezirk Austur-Húnavatnssýsla: Anzeigetafel einer Nebenstraße mit Namen der Bauernhöfe, die am Weg liegen

Nebenstraßen (isl. Tengivegir) sind Straßen außerhalb von besiedelten Gebieten, die Hauptverkehrsstraßen mit Hochlandstraßen oder einer anderen Hauptverkehrsstraße verbinden. Zu diesen zählen auch Straßen, die Dörfer mit weniger als 100 Einwohnern oder besondere Stätten wie See- oder Flughäfen und Nationalparks zur logistischen und touristischen Erschließung an das Hauptverkehrsstraßennetz anschließen.

### Lokale Einfallstraße
Lokale Einfallstraßen (isl. Héraðsvegir) stellen Verbindungen zu einzelnen Höfen, Fabriken, Kirchen, Kraftwerken, öffentlichen Schulen und sonstigen Einrichtungen in unbesiedelten Gebieten dar. Diese Straßen sind meist unbefestigt.

### Hochlandstraße

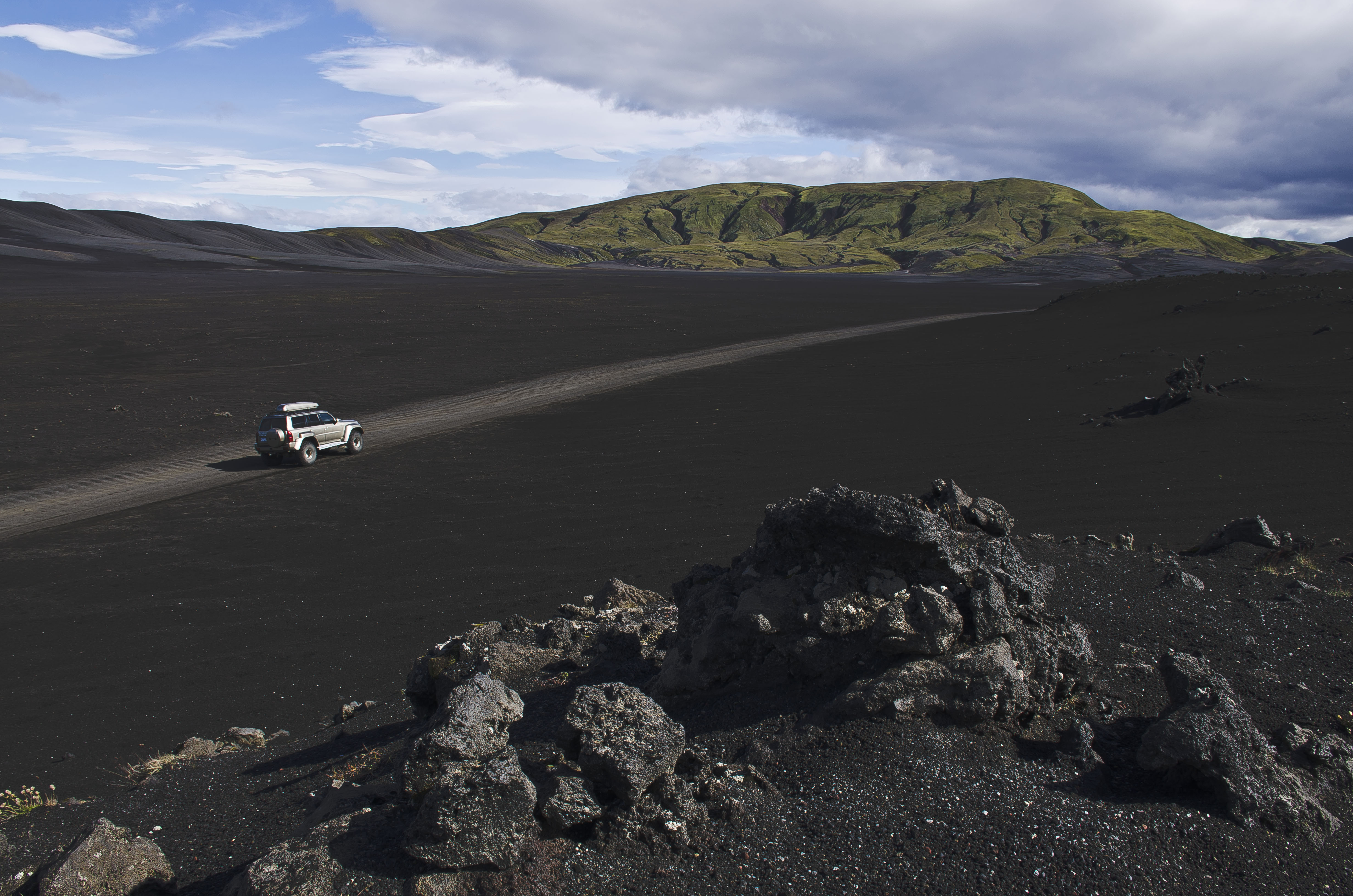
Hochlandpiste Landmannaleið (F225)

Als Hochlandstraßen (isl. Landsvegir) werden alle Straßen bezeichnet, die sich in keine andere der vorherigen Kategorien einordnen lassen. Diese führen in der Regel über Berge und durch Steinwüsten im Hochland und unterliegen dadurch besonderen saisonalen Gegebenheiten und Einschränkungen. Hochlandstraßen sind enge, unbefestigte Schotterpisten ohne Bauwerke zur Überbrückung von Flussläufen und Geländeeinschnitten. Für viele dieser Straßen werden daher allradangetriebene Fahrzeuge nicht nur empfohlen, sondern auch vorgeschrieben und teils erlischt der Versicherungsschutz für Fahrzeuge mit herkömmlichem Antrieb beim Befahren dieser Straßen.

### Sonstige Straßen und öffentliche Wege
Öffentliche Wege dienen zum Radfahren, Reiten und Wandern für jedermann und werden von der isländischen Straßenverwaltung betrieben und unterhalten. Die Verantwortung für Privatstraßen und -wege obliegt dagegen den jeweiligen Eigentümern.

## Nummerierung der Straßen

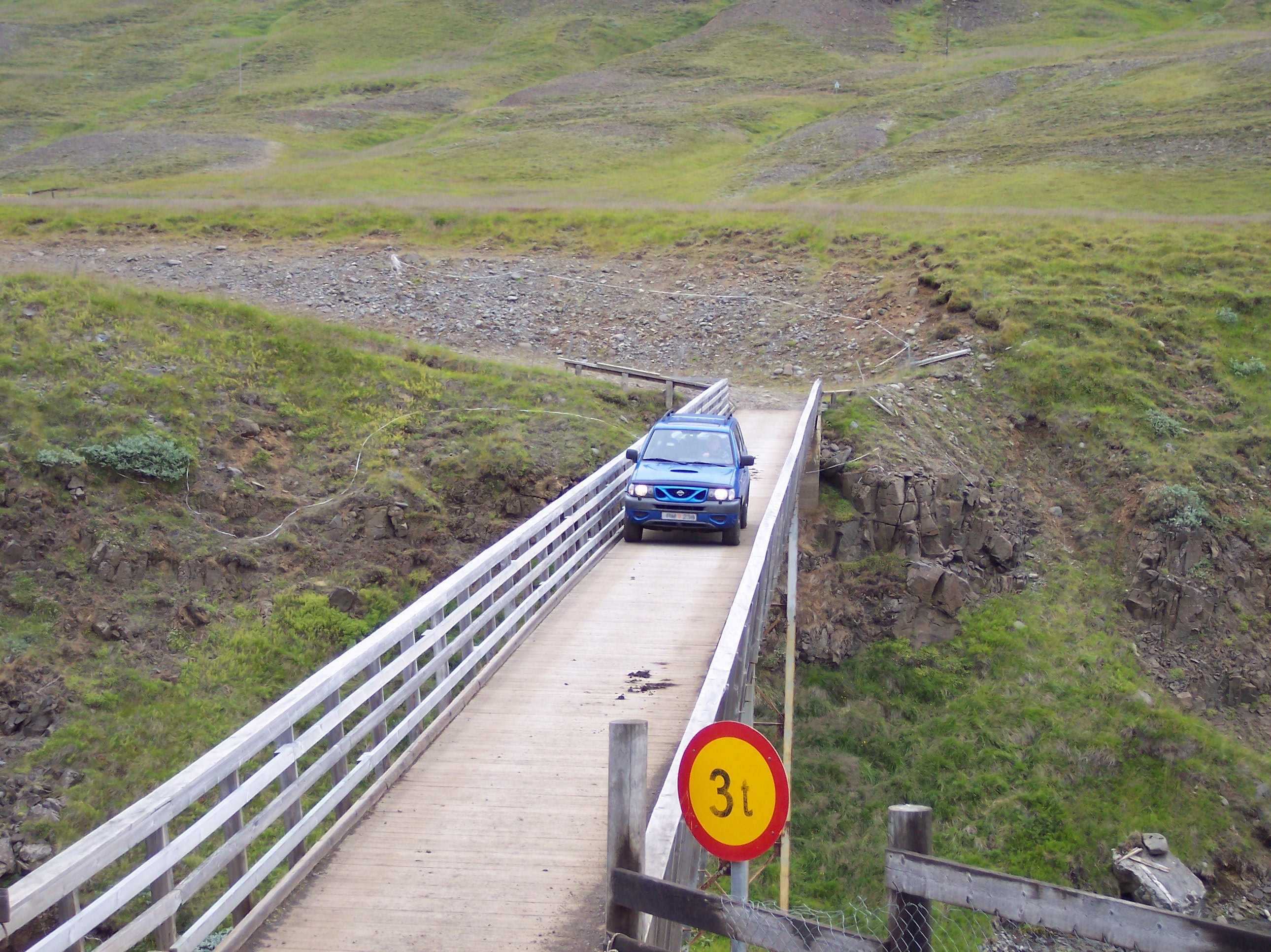
Brücke auf Straßen unterster Ordnung

Die Nummer der Straße ergibt sich aus ihrer Lage.
| 2er-Straßen | vom Skeiðarársandur bis östlich der Þjórsá               |
| 3er-Straßen | westlich der Þjórsá bis zum Hauptstadtgebiet             |
| 4er-Straßen | das Gebiet um Reykjavík und die Halbinsel Reykjanesskagi |
| 5er-Straßen | der Bereich von Snæfellsnes                              |
| 6er-Straßen | die Westfjorde                                           |
| 7er-Straßen | vom Hrútafjörður etwa bis Siglufjörður                   |
| 8er-Straßen | etwa von Ólafsfjörður bis Langanes                       |
| 9er-Straßen | Ostisland bis zum Skeiðarársandur                        |

Neben der Nummer hat jede Straße einen Namen. Beispielsweise trägt die Hochlandstraße  den Namen Fjallabaksleið nyrðri („Nördlicher Weg hinter den Bergen“); die südlich davon liegende  wird als Fjallabaksleið syðri bezeichnet.

## Tunnel
Siehe auch: Tunnel in Island

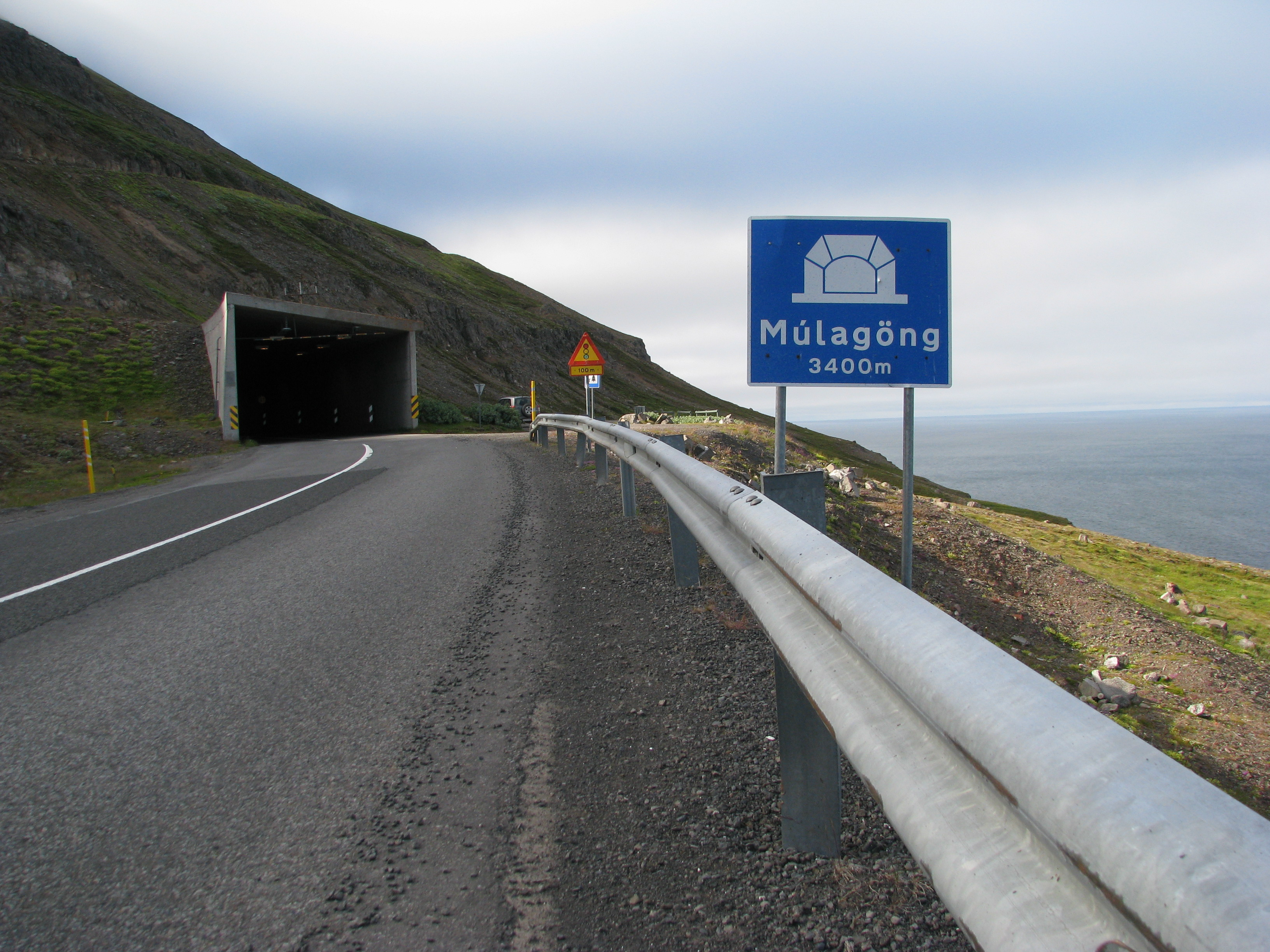
Múlagöng (auch Ólafsfjarðargöng genannt)

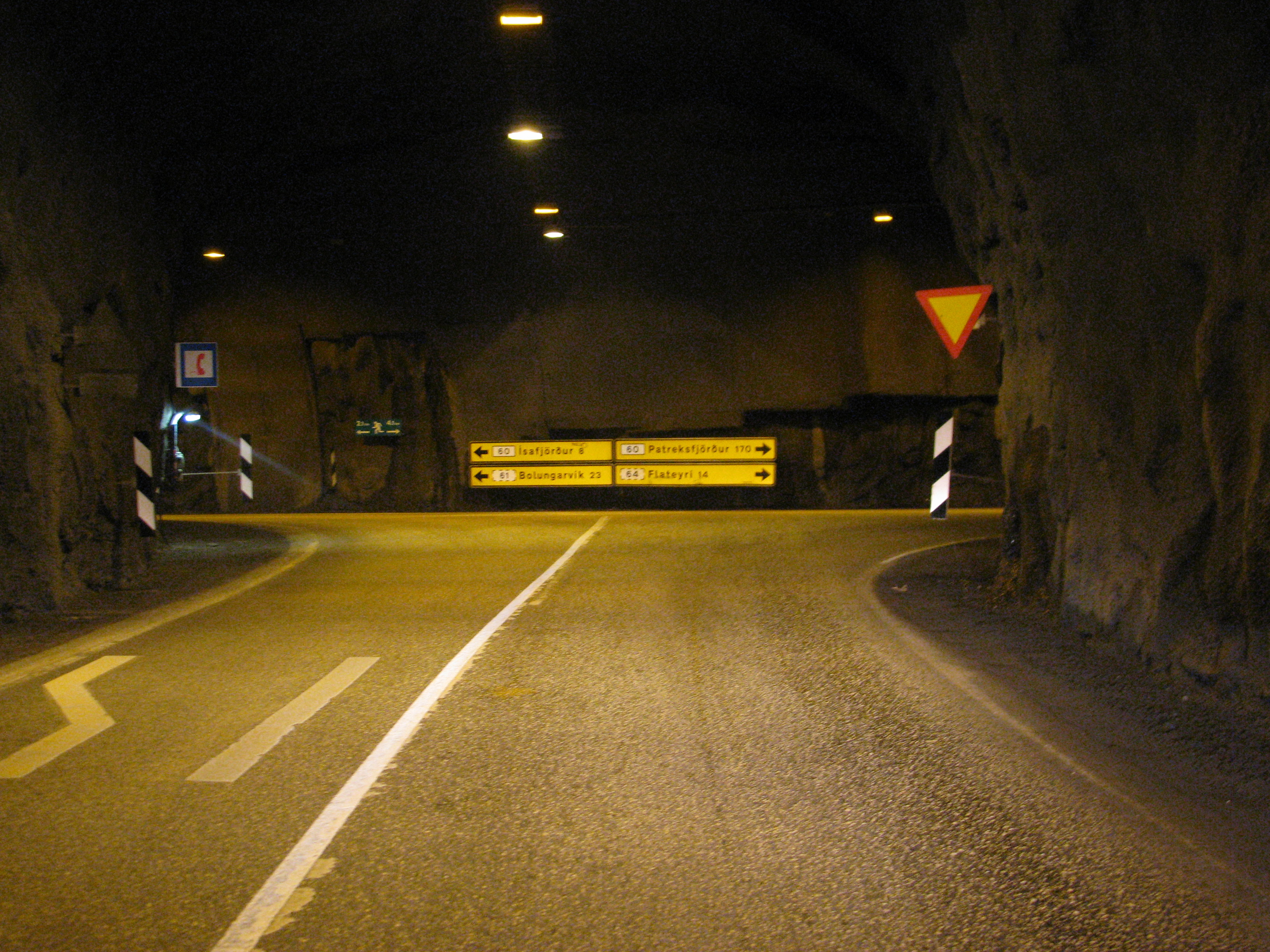
Kreuzung im Tunnelinnern des Vestfjarðagöng

Trotz der anspruchsvollen Topographie gibt es nur recht wenige Tunnel in Island, von denen die meisten erst ab den 1990er Jahren gebaut wurden.
Im Januar 2020 waren im Land 12 Tunnel in Betrieb, einer im Bau und 2 weitere in Planung. 
In der Planung von Tunneln aus dem Jahr 2000 der isländischen Straßenverwaltung Vegagerðin wurden 24 mögliche Projekte untersucht.
Davon sind inzwischen 7 Tunnel fertiggestellt und ein weiterer befindet sich im Bau.
Das isländische Wort göng für Tunnel ist ein Femininum, das es nur im Plural gibt. 

## Brücken
Aufgrund der zahlreichen Flüsse in Island gibt es dementsprechend viele Brücken im isländischen Straßennetz. Auf den Hochlandpisten existieren jedoch beinahe keine Brücken, d. h. Bäche und Flüsse müssen gefurtet werden. Im übrigen Straßennetz sind sämtliche Flüsse und Bäche überbrückt. Brücken sind in Island traditionell einstreifig. Eine der frühesten bedeutenden Kfz-Brücken ist die Hvítá-Brücke von 1928 bei Borgarnes. Auf stärker befahrenen Strecken und auf der Ringstraße wurden und werden die einstreifigen Brücke aber zunehmend durch zweistreifige Brücken ersetzt. Noch gibt es entlang der Ringstraße 39 einstreifige Brücken. Durch aktuelle Bauarbeiten reduziert sich die Zahl auf 34. Auch die längste und einstreifige Skeiðarárbrú ist davon betroffen. Sie wurde am 30. August 2017 außer Betrieb genommen und durch eine nur noch 68 Meter lange Brücke über die Morsá ersetzt.

### Längste Brücken
| überbrücktes Gewässer | Baujahr | Länge | Fahrstreifen | Straße               | Bemerkungen                        |
| --------------------- | ------- | ----- | ------------ | -------------------- | ---------------------------------- |
| Skeiðará              | 1974    | 880 m | einstreifig  | Hringvegur           | seit 2017 außer Betrieb            |
| Borgarfjörður         | 1979    | 520 m | zweistreifig | Hringvegur           |                                    |
| Súla                  | 1973    | 420 m | einstreifig  | Hringvegur           | mit Ausweichbuchten auf der Brücke |
| Ölfusáós              | 1988    | 360 m | zweistreifig | Eyrarbakkavegur (34) | an der Mündung                     |
| Gígjukvísl            | 1998    | 336 m | zweistreifig | Hringvegur           |                                    |
| Kúðafljót             | 1993    | 302 m | zweistreifig | Hringvegur           |                                    |
| Lagarfljót            | 1958    | 301 m | zweistreifig | Hringvegur           | Metallfahrbahn                     |
| Hvítá (Ölfusá)        | 2010    | 270 m | zweistreifig | Skálholtsvegur (31)  |                                    |
| Hornafjarðarfljót     | 1961    | 254 m | einstreifig  | Hringvegur           |                                    |
| Markarfljót           | 1991    | 250 m | zweistreifig | Hringvegur           |                                    |

## Fähren
Der staatliche Haushalt für das Straßensystem umfasst auch Mittel für den Betrieb und Ausbau von Fährverbindungen über Meerengen und Fjorde, sofern diese für einen Teil des Jahres eine bestehende Straßenverbindung ersetzen, wie beispielsweise in den Wintermonaten aufgrund von Witterungsverhältnissen.
- Vestmannaeyjar – Landeyjahöfn, Fähre Herjólfur
- Stykkishólmur – Flatey – Brjánslækur, Fähre Baldur
- Árskógssandur – Hrísey, Fähre Sævar
- Hrísey – Dalvík – Grímsey, Fähre Sæfari
- Neskaupstaður – Mjóifjörður, Fähre Anný, verkehrt nur im Winter

## Straßenzustand / Öffnungszeiten der Straßen
Die Straßen sind grundsätzlich in einem guten Ausbauzustand, soweit es sich nicht um unbefestigte Schotterpisten handelt. Die Hauptstraßen sind weitestgehend und die Nebenstraßen oft asphaltiert. Die Schotterstraßen sind grundsätzlich – mit Rücksichtnahme auf die Naturfahrbahn – gut befahrbar. Die Asphaltstraßen sind grundsätzlich zweistreifig (6 Meter), die Schotterstraßen ebenfalls, hingegen muss beim Kreuzen aufgrund der Fahrbahnbreite von meistens 4 Metern die Geschwindigkeit reduziert werden. Längere einstreifige Straßenabschnitte sind – von Tunneln und Brücken abgesehen – selten und nur auf Nebenstraßen anzutreffen. Insbesondere Schotterstraßen und -pisten können unübersichtliche Kuppen, enge Kurven und starke Steigungen aufweisen. Aufgrund des arktischen Klimas muss zwischen September und Juni mit Schnee und Eis gerechnet werden. Insbesondere im Winter (Oktober bis April) können die Straßenverhältnisse prekär sein. Die witterungsbedingte Sperrung von Straßen im Winter ist üblich und kann einige Tage andauern. Sperrungen der Ringstraße sind dagegen eher selten. Die isländische Straßenverwaltung Vegagerðin informiert laufend über den aktuellen Straßenzustand und das aktuelle Verkehrsaufkommen aller Haupt- und der meisten Nebenstraßen. Pisten und exponierte Straßen sind in der Regel von Mitte September bis Ende Mai gesperrt, besonders exponierte Strecken können jedoch bereits ab August bis Anfang/Mitte Juli gesperrt sein.

## Besonderheiten

### Autobahnen
In Island gibt es keine Autobahnen. Einige Hauptverkehrsstraßen im Stadtgebiet von Reykjavík sowie die Reykjanesbraut, die das Stadtzentrum mit dem etwa 40 km weiter westlich auf der Halbinsel Reykjanes gelegenen internationalen Flughafen Keflavík verbindet, sind heute zwar bereits autobahnähnlich (d. h. mindestens vierstreifig und mit baulicher Trennung der Richtungsfahrbahnen) ausgebaut, darunter auch ein Autobahnkreuz. Trotzdem sind diese nach der Definition des Wegegesetzes lediglich Hauptverkehrsstraßen.

### Europastraßen
Island ist, abgesehen von den europäischen Zwergstaaten, der einzige Staat in Europa, der über keine Europastraßen verfügt.

### Linksverkehr
Bis ins Jahr 1968 herrschte in Island Linksverkehr.